# Katarzis

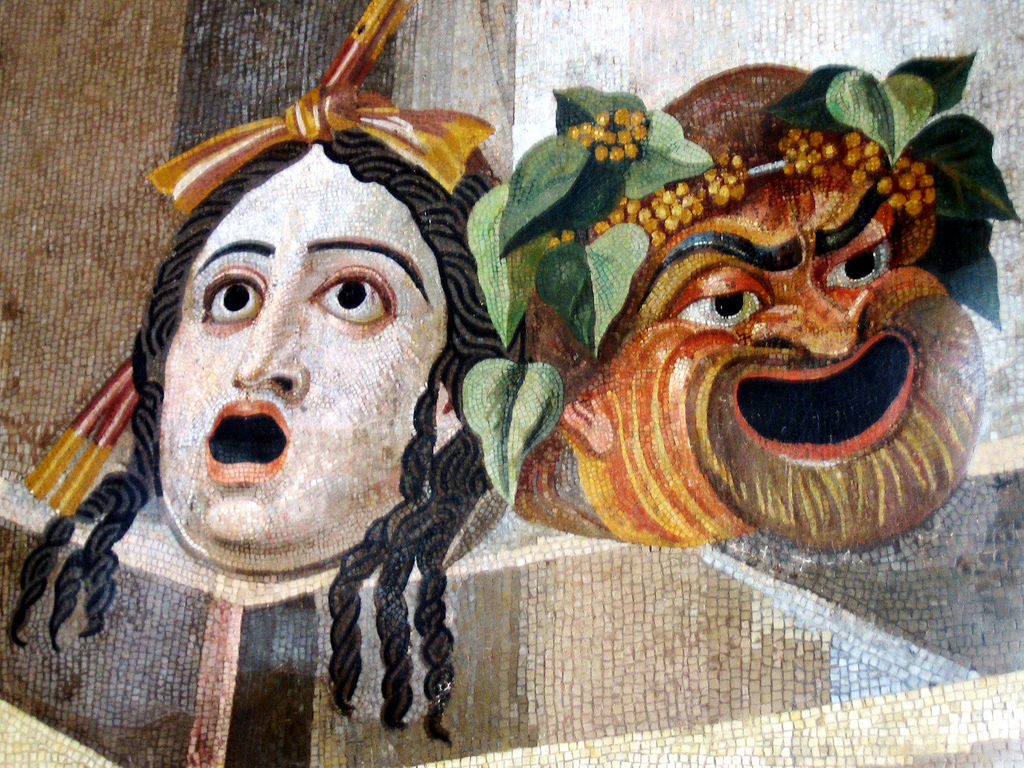
A Hadrianus-villa tragikus és komikus álarcot ábrázoló mozaikja az i.e. 2. századból

Katarzisnak nevezzük az olyan élményeket, amelyek az embert életének teljes vagy részleges megváltoztatására vagy erőteljes megerősítésére sarkallják, nemcsak értelmileg, hanem mindig érzelmileg is.
Az irodalmi alkotásnak az a hatásmódja, amellyel az embert a hétköznapok világából kiemeli és magasabb, megtisztult erkölcsi, lelki világba emeli.
Egy olyan lelki összetett fogalom, amelyben öröm és félelem is benne van.
A műalkotások befogadásának általános, mindhárom műnemben jelentkező élménye.
Eredetileg görög szó, ami megtisztulást, megszabadulást jelent.
/pl.:részvét, félelem/
A katarzis Arisztotelész szerint a tragédia folyamán a főhősben és a nézőben bekövetkező megrendült, emelkedett, megtisztult lelkiállapot. 
Egy mű hősének lelkében végbemenő megtisztulás: amikor a feszültséget okozó érzések feloldódnak.